# هوکوریکودو

هوکوریکودو

هوکوریکودو (به ژاپنی: 北陸道 Hokurikudō) هم به معنای بخشی از تقسیم‌بندی باستانی ژاپن و هم به معنی جاده‌ای اصلی است که از بخش‌بندی ژاپن باستان عبور می‌کرد. هر دو در قسمت شمال غربی هونشو واقع شده‌است.